# المغرب اليوم
المغرب اليوم (بالفرنسية: Aujourd'hui le Maroc)‏ هي صحيفة مغربية إخبارية عامة، تأسست في أكتوبر 2001. يديرها سعد بن منصور. تتناول الصحيفة اليومية مواضيع سياسية واقتصادية واجتماعية وثقافية ورياضية. والمساهم الرئيسي فيها هو مجموعة أكوا التي يملكها عزيز أخنوش.

## تقديم الصحيفة
تصدر جريدة Ajourdhui Le Maroc يوميا من الاثنين إلى الجمعية عن شركة (ALM Publishing S. A) وتوزع من طرف شركة (Sapress).
في عام 2020 ، أعلنت إدارة الصحيفة عن توزيع يومي يتراوح بين 10000 إلى 12000 نسخة بثمن 4 دراهم للنسخة الواحدة.

### خط التحرير
تُعرف الصحيفة بخطها التحريري القريب والمدافع عن مصالح هولدينغ أكوا لمالكها عزيز اخنوش، إلى جانب جريدة لا في إكو التابعة هي الأخرى لنفس المجموعة.

## المساهمون[7]
- خليل الهاشمي الإدريسي
- مجموعة شخصيات( بالفرنسية Groupe Caractères)
- مجموعة أكوا
- مجموعة OMICI
- ITEX[8]

### روابط خارجية
- الموقع الرسمي